# Сисин (сын Датама)
Сисин — сын Датама, вероятный правитель Каппадокии в IV веке до н. э.

Его отцом был Датам. После того как Датам вследствие придворных интриг восстал против персидского царя Артаксеркса II, Сисин «переметнулся к царю и донёс ему об измене».
По мнению исследовательницы Дж. Хорнблауэр, Сисин управлял Каппадокией как и его отец. Исследовательница также отождествляет Сисина с тем персом, который упоминается у Арриана и Курция Руфа. Однако российский антиковед О. Л. Габелко относится к подобным предположениям критически.